# Dochia (gmina)
Dochia – gmina w Rumunii, w okręgu Neamț. Obejmuje miejscowości Bălușești i Dochia. W 2011 roku liczyła 2187 mieszkańców.